# 岳阳楼街道
岳阳楼街道，原名洞庭路街道，位于湖南省岳阳市岳阳楼区，1984年4月成立，2000年改现名，街道办事处驻岳阳楼区枫桥湖路。

## 沿革
- 1950年，为岳阳县城北区第五、第六居委会
- 1958年，改为岳州公社城北管理区
- 1963年，改为岳阳县城关镇城北办事处
- 1975年，改置岳阳市北区
- 1984年，成立洞庭路街道
- 2000年，更名岳阳楼街道

## 行政区划
岳阳楼街道辖8个社区。
- 郭亮社区、汴河社区、九华山社区、岳阳楼社区、庙前街社区、剪刀池社区、北门社区、东湖社区